# Ermida do Senhor do Bonfim
A Ermida do Senhor do Bonfim, também referida como Ermida do Senhor Jesus do Bonfim ou Capela do Senhor do Bonfim,  antigamente conhecida também por Ermida da Cruz de Longe, situa-se no local mais alto da vila da Chamusca, o Monte do Bonfim, de onde é possível contemplar uma vista deslumbrante sobre a lezíria. 
Na encosta descendente ao templo existiu um cemitério, um dos primeiros a funcionar fora da igreja depois das reformas de Costa Cabral. O cruzeiro de pedra que actualmente está colocado em frente do templo estava, antigamente, junto ao portão do cemitério.[carece de fontes?]

## História
A ermida foi mandada construir em 1746 pela Confraria do Senhor Jesus do Bonfim, congregação fundada nesse mesmo ano e que permaneceria aqui instalada até à sua extinção, em 1850.[carece de fontes?] As obras durariam até 1749, tendo sido dirigidas por um mestre pedreiro de Lisboa.[carece de fontes?]
Durante o século XVIII, continuaram as obras na ermida e no espaço envolvente, tendo sido então construídas a casas do ermitão e dos romeiros e o curral para a recolha do gado. De facto, a ermida foi, logo desde a sua fundação, um importante local de romagem de toda a região. As principais romarias davam-se na quinta-feira de Ascensão, promovida pelos chamusquenses, e no dia de S. Miguel, esta já organizada pelos habitantes da Golegã, sobretudo pelas mulheres, que eram aqui conhecidas como ceboleiras.[carece de fontes?]
Ainda no mesmo século, efectuaram-se também obras no interior da ermida, tendo sido ladrilhado o pavimento, construído o coro e dourado o retábulo da capela-mor, esta última intervenção levada a cabo por Valentino Baptista, de Santarém. Nos finais do século XVIII, são aplicados os silhares de azulejos da nave e da sacristia.[carece de fontes?]
Em 1834, a lei de extinção de bens de mão morta torna a vida da confraria muito difícil, o que leva à sua extinção em 1850. O pátio murado situado na parte inferior do monte, frente à ermida, é então transformado em cemitério, um dos primeiros do país a funcionar fora da igreja. O cemitério permaneceria aqui até à inauguração do Cemitério Municipal, em 1877.[carece de fontes?]
Em 1965, a ermida foi alvo de obras de conservação e de recuperação, promovidas por um grupo de chamusquenses liderado pela poetisa Maria de Carvalho. Durante os anos que durou a Guerra Colonial, a ermida foi objecto de incessante peregrinação por parte de várias famílias de soldados, facto ainda hoje notório pelo elevado número de ex-votos presentes no seu interior, em especial na sacristia.[carece de fontes?]

## Arquitectura e Arte Sacra
A ermida é pequena e de construção simples, marcadamente popular. É um templo de uma só nave, revestida até meia parede por um silhar de azulejos dos finais do século XVIII, representando temas como a Crucificação e o Santíssimo Sacramento. Do lado do evangelho, há um púlpito em talha dourada, marmoreado de azul com relevos a ouro.[carece de fontes?]
A capela-mor é coberta por abóbada de berço rebaixada. O retábulo do altar-mor é em talha dourada e verde, apresentando na tribuna a figura do Senhor Jesus do Bonfim, representado na cruz, pintado em azulejo colocado sobre pedra tosca. Esta decoração denota a fase em que foi executada, em pleno período de transição do barroco para o rococó.[carece de fontes?] A sacristia, anexa à capela-mor do lado do evangelho, é revestida por azulejos de padrão igual aos da nave, mas sem medalhão.
Ao longo do caminho que sobe até ao cimo do outeiro, encontram-se as treze cruzes da via sacra, com placas de azulejo retratando cenas da Paixão. De resto, a ermida é um antigo local de peregrinação para toda a região, desde há pelo menos 250 anos.[carece de fontes?] No seu interior ainda se encontram numerosos ex-votos, alguns deles já seculares, como alguns quadros votivos do século XVIII.